# Горчакова, Лариса Вениаминовна
Лариса Вениаминовна Горчакова (род. 9 июля 1964 года, Волгоград, СССР) — советская пловчиха, многократная чемпионка и рекордсменка СССР, мастер спорта международного класса по плаванию, тренер.

## Биография
Родилась в Волгограде 9 июля 1964 году. Занималась в ДЮСШ олимпийского резерва г. Волжского у тренеров К. А. Ваулиной, Г. А. Порватова, А. М. Гречинова. С 1977 года тренировалась в Харькове под руководством тренера О.Л.Цветова. В сборной команде СССР по плаванию тренировалась под руководством тренера И. М. Кошкина.
Многократная рекордсменка СССР в плавании на спине на дистанциях 100 м и 200 м. 5-кратная чемпионка СССР (1981, 1982, 1984). Мастер спорта международного класса по плаванию.
Финалистка Олимпийских игр 1980 года. Бронзовый призёр Кубка Мира 1980 года. Победительница Кубка Европы 1981 года. Трёхкратная чемпионка Всемирной Универсиады 1983 года (Эдмонтон, Канада) на дистанциях 100 и 200 м на спине и в комбинированной эстафете 4×100 м.
Выступая в соревнованиях категории «Мастерс», стала в 1998-2000 годах пятикратной рекордсменкой, а в 2000 году — двукратной чемпионкой России на дистанциях на спине.
Живёт и работает в Санкт-Петербурге. Тренер СДЮШОР по плаванию «Экран». Тренирует детей 2005 г.р. в ГК СДЮШОР "Комета" на Московском шоссе в Санкт-Петербурге.